# Phần mềm quảng cáo
Phần mềm quảng cáo hay nhu liệu quảng cáo thường đính kèm với những mẩu quảng cáo nhỏ, chúng thường được phân phát dưới hình thức phần mềm miễn phí hay phiên bản dùng thử. Và chỉ khi bạn trả tiền cho sản phẩm dùng thử đó, các quảng cáo sẽ "teo" nhỏ hoặc biến mất tùy theo chính sách (policy) của hãng phần mềm đó. Bên cạnh đó, phần mềm gián điệp (spyware) cũng là một trong các "biến thể" của phần mềm quảng cáo, chúng được bí mật cài vào máy tính người sử dụng khi họ đang duyệt web. Các spyware này sẽ theo dấu người dùng khi họ lang thang trên Internet và ghi lại chúng, sau đó gửi thông tin về một địa chỉ nào đó trên Internet. Phần lớn các spyware thường vô hại, tuy nhiên, ngày nay bắt đầu xuất hiện nhiều những spyware đính kèm virus, sâu (worm) hoặc "ngựa thành Troa" (Trojan horse) có thể gây tổn hại nghiêm trọng cho một hoặc một hệ thống máy tính.

## Các Loại Phần Mềm Quảng Cáo
Phần mềm quảng cáo thường cố gắng xâm nhập vào máy tính hoặc các thiết bị khác mà không có sự đồng ý của người dùng. Đa số các chiến lược của phần mềm quảng cáo này đủ điều kiện được xem là các chương trình xâm nhập trình duyệt. Chúng thường thay đổi cài đặt trình duyệt mà người dùng không hề biết, bao gồm việc thay đổi trang chủ và các cài đặt tìm kiếm mặc định. Quảng cáo xuất hiện dưới dạng cửa sổ pop-up, tạo ấn tượng như là một phần của trang web đang được truy cập. Các phiên bản của phần mềm quảng cáo khác nhau tùy thuộc vào thiết bị và hệ điều hành. Ví dụ, có phần mềm quảng cáo dành cho thiết bị di động/Android, Mac hoặc Windows.

## Lịch Sử Của Phần Mềm Quảng Cáo
Từ khoảng năm 1995, phần mềm hỗ trợ quảng cáo được xem là một phần của danh mục phần mềm gián điệp. Tuy nhiên, không lâu sau đó, các chuyên gia bảo mật bắt đầu phân biệt phần mềm quảng cáo với phần mềm gián điệp, xem chúng là một loại PUP (Potentially Unwanted Program) ít nguy hại hơn. Có thời điểm, phần mềm quảng cáo còn được coi là hợp pháp, do được phát triển bởi các doanh nghiệp có văn phòng và bảng lương chính thức.
Tuy nhiên, một số chi nhánh của những doanh nghiệp này phát tán phần mềm quảng cáo mà không tuân thủ các quy định pháp lý. Nếu không được kiểm soát, phần mềm quảng cáo có thể lây lan qua các trang web ngang hàng, mạng botnet, tin nhắn tức thời và các cuộc tấn công trình duyệt. Khoảng từ năm 2005 đến 2008, các nhà cung cấp phần mềm quảng cáo lớn bắt đầu đóng cửa các chi nhánh vi phạm và tách mình ra khỏi các hành vi sai trái. Gần đây, các trình duyệt đã tích hợp các chức năng chặn quảng cáo, giúp bảo vệ người dùng nhưng cũng ảnh hưởng đến doanh thu quảng cáo hợp pháp của các trang web.
Hiện nay, mặc dù vẫn còn tồn tại, phần mềm quảng cáo thường được xem như một loại PUP với mức độ đe dọa thấp. Trong nửa cuối năm 2018, phần mềm quảng cáo là một trong những loại phần mềm độc hại được phát hiện nhiều nhất, chỉ sau Trojan ngân hàng. Sự gia tăng của phần mềm quảng cáo có thể do sự phổ biến của thiết bị di động và việc chúng xâm nhập vào các ứng dụng di động. Các nhà sản xuất phần mềm quảng cáo hiện đại đang sử dụng các kỹ thuật tinh vi hơn, bao gồm việc ẩn trong các Trojan, kết hợp với các phần mềm lừa đảo hoặc thậm chí có khả năng rootkit, làm cho việc loại bỏ chúng trở nên khó khăn hơn.

## Hoạt Động Của Phần Mềm Quảng Cáo
Phần mềm quảng cáo, hiệu quả trên hầu hết các trình duyệt web, thường theo dõi các trang web mà người dùng truy cập để sau đó hiển thị quảng cáo dựa trên loại trang web đã xem. Mặc dù đôi khi gây khó chịu và có tính xâm nhập, nhưng phần mềm quảng cáo thường không được xem là mối đe dọa nghiêm trọng đối với hệ thống máy tính. Nhiều người dùng máy tính không nhận thức rõ ràng về sự hiện diện của phần mềm quảng cáo trên thiết bị của họ. Phần mềm quảng cáo tạo ra doanh thu chủ yếu theo hai cách: hiển thị quảng cáo cho người dùng và nhận thanh toán dựa trên số lần nhấp chuột mà người dùng thực hiện trên các quảng cáo này.